# Tam Hiệp (Trường Giang)

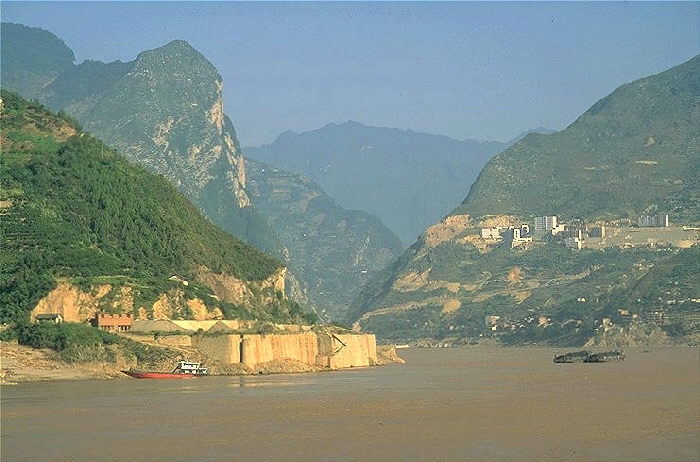

Tam Hiệp (tiếng Trung: 三峡, với nghĩa tam là 3, hiệp/hạp là khe, hẻm núi) là tên gọi chỉ 3 hẻm núi trên sông Trường Giang, bao gồm: Cù Đường hiệp (瞿塘峡), Vu hiệp (巫峡), Tây Lăng hiệp (西陵峡). Đây là một trong những thắng cảnh của Trung Quốc, kéo dài từ huyện Phụng Tiết, thành phố Trùng Khánh đến thành phố Nghi Xương, tỉnh Hồ Bắc, dài tổng cộng 204 km, trong đó ba hẻm này chiếm khoảng 120 km. Người Trung Quốc khi nói về Tam Hiệp có câu "瞿塘雄, 巫峡秀, 西陵奇" (Cù Đường hùng, Vu hiệp tú, Tây Lăng kì)
- Cù Đường hiệp: bắt đầu từ Bạch Đế thành thuộc huyện Phụng Tiết tới Đại Tây?. Cù Đường là khe hẹp nhất và cũng là hùng vĩ nhất, có nơi sông chỉ rộng 100 m. Hai bờ núi đá có độ cao khoảng 500–700 m tạo ra cho người đi trên sông trong hẻm núi một cảnh tượng vô song của thiên nhiên hùng vĩ. Trong ba hiệp thì Cù Đường ngắn nhất, chỉ dài chừng 8 km,
- Vu hiệp: dài 46 km, chảy dưới chân núi Vu Sơn, từ huyện Vu Sơn tới Ba Đông, là nơi giáp ranh giữa Tứ Xuyên và Hồ Bắc.
- Tây Lăng hiệp: dài 66 km, là khe dài nhất trong cả ba, bắt đầu từ Tỉ Qui và kết thúc tại Nghi Xương. Khe này có nhiều đá ngầm, nước xoáy và là hiệp nguy hiểm nhất. Đập Tam Hiệp được xây dựng tại Tam Đấu Bình, đoạn ở giữa của Tây Lăng hiệp, và công việc xây dựng đã hoàn thành vào ngày 20 tháng 5 năm 2006.